# شعب الحرم (إب)

تعديل مصدري - تعديل

شعب الحرم محلة تابعة لقرية عرش القيف، التابعة لعزلة بني مدسم بمديرية إب إحدى مديريات محافظة إب في الجمهورية اليمنية.، بلغ تعداد سكانها 69 حسب تعداد اليمن لعام 2004.